# خرگوشک کلرادویی
خرگوشک کلرادویی (نام علمی: Brachylagus coloradoensis) یک گونه منقرض‌شده از خرگوش‌سانان است که نزدیک به خرگوشک کوتوله (Brachylagus idahoensis) است. فسیل‌های آن در نهشته‌های پلیستوسن اولیه و میانی در کلرادو یافت شده است.